# Jemeńczycy
Jemeńczycy – obywatele lub stali rezydenci Jemenu. Według danych z 2020 roku odsetek osób poniżej 18. roku życia wśród jemeńskiego społeczeństwa wynosił 42%, co stanowiło drugi po Jazydach wynik w regionie Bliskiego Wschodu (wśród Jazydów odsetek ten wynosił 43%).